# Palacio de Camposagrado (Mieres)
El Palacio de Camposagrado, o del Marqués de Campo Sagrado, es una antigua residencia nobiliaria sita en el barrio de la Villa de Arriba, al sudeste de la villa de Mieres del Camino, capital del concejo asturiano de Mieres (España).
En la actualidad es la sede del Instituto de Educación Secundaria Bernaldo de Quirós, y aloja también un museo donde se exhibe la colección de pintura y escultura reunida a finales del siglo XX por Carmen Castañón, directora que fue del centro.
Es el monumento urbano más antiguo que se conserva en la localidad, seguido por la vecina Casa Duró. Ambos edificios han contribuido en gran medida al carácter señorial y nobiliario del barrio mierense de La Villa.
Está declarado Bien de Interés Cultural, con categoría de Monumento, por Decreto 63/2004, del 22 de julio, del Consejo de Gobierno autonómico, publicado en el Boletín Oficial del Principado de Asturias (BOPA) del 6 de agosto de 2004.

## Descripción
De estilo barroco desornamentado, con el carácter de un palacio residencial urbano, se desarrolla en cuatro crujías en torno a un patio central cuadrado, cuyas galerías descansan sobre doce columnas toscanas. Tiene las cuatro esquinas reforzadas por torres: la del ángulo suroeste cilíndrica y almenada, y las otras tres de planta cuadrada y cubiertas a cuatro aguas.
Su fábrica es de mampostería careada y enlucida. En la fachada principal (orientada al este), y en la vuelta de las torres que la flanquean, resaltan sobre el enlucido los sillares que forman el encintado de esquinas, cornisas e impostas y los marcos de los vanos, con molduras de oreja. 
La portada, también de sillería, se desarrolla a partir de un arco de medio punto, que en las dovelas lleva inscrito el lema «Después de Dios la casa de Quirós». A modo de alfiz, enmarcan la puerta dos pilastras cajeadas y un dintel moldurado que descansa sobre ellas formando el vuelo del balcón principal, con barandilla de hierro.
Sobre el vano de este balcón campea una gran piedra armera apaisada. Es la original de la casa, pero el campo del escudo manifiesta haber sido sustituido en la Posguerra. En lugar del blasón de los Quirós, trae las armas de España (las reales, sin escusón de Anjou). En llamativo contraste con los adornos exteriores de labra barroca: cartela de rollos, un yelmo al timbre y dos leones por soportes.

## Historia

### La torre medieval
El palacio se desarrolló a partir de una torre preexistente de planta circular: la que formaba el ángulo sudoeste del edificio actual. Este torreón fue construido hacia el siglo XIII en las proximidades de un puente sobre el río Caudal y de una iglesia dedicada a Santa Marina, ambos desaparecidos. Por el puente cruzaba el antiguo Camino de Castilla, que seguía el trazado de una calzada romana, y la torre tuvo sin duda un fin defensivo y fiscal: vigilar el paso y cobrar los derechos de pontazgo.
Conocemos su aspecto por una fotografía antigua. En ella se ve su sector oriental, que estaba exento, mientras que el opuesto —según José Luis Avello— «fue aprovechado como muro de cierre del propio palacio», quizá porque hacia el oeste «estuviese la puerta principal del torreón, lo que permitiría comunicarlo con el resto del edificio». Parece un buen exponente del tipo de las torres asturianas de planta circular, «con saeteras y cortejadora. Incluso, si atendemos a un saliente situado en la parte superior, parece que tenía chimenea, como la torre de los Bernaldo de Quirós en Olloniego (Oviedo). El conjunto está levantado a base de mampostería y sillares para la enmarcación de los vanos. El techo debía de ser de forma cónica, pero a comienzos de este siglo [XX] ya no lo conservaba».

### LaCasa Nuevadel siglo XV
La primitiva residencia nobiliaria, conocida como la Casa Nueva, fue edificada en el primer tercio del siglo XV a partir de la torre medieval, cuando ésta ya había perdido las funciones defensivas y fiscales que originalmente tuvo. De este edificio no quedan trazas, pero sí referencias documentales que lo califican de «casa fuerte». Lo mandó construir para su habitación Juan (o Iván) Bernaldo de Quirós, noble que sirvió a los reyes Enrique III y Juan II. Este señor señalaba la Casa Nueva entre los bienes que habían de integrar una mejora que fundó por su testamento, hecho hacia 1435.
Su nieto primogénito y favorecido por la mejora se llamó también Iván Bernaldo de Quirós; fue guarda y vasallo de Enrique IV, y el 18 de abril de 1474 fundó mayorazgo con facultad que le dio dicho rey el 28 de enero anterior, señalando para integrarlo como asiento principal su Casa Nueva de Mieres. A este vínculo quedaron sujetos, por ulteriores agregaciones, los señoríos de Villoria y Viñayo y el marquesado de Campo Sagrado.

### El palacio barroco
Gutierre Bernaldo de Quirós, I marqués de Campo Sagrado (desde 1661), corregidor de Burgos y de Madrid, reedificó el palacio en el tercer cuarto del siglo XVII, dándole las trazas barrocas que esencialmente conservó hasta 1943, con la fachada flanqueada por dos torres de tres pisos de altura (uno más que el resto). Sobre la portada y balcón principal campeaba el escudo de Quirós, rompiendo la línea del alero.

### Estancias de Jovellanos
A fines del siglo XVIII, en este palacio se solía alojar Jovellanos siempre que visitaba Mieres, invitado por su amigo Francisco Bernaldo de Quirós y Mariño de Lobera, VI marqués de Campo Sagrado. Las estancias del gijonés están consignadas en sus Diarios y fueron muy frecuentes en la época en que dirigía las obras del Camino Real de Castilla y del puente de Santullano. Por ejemplo, se quedó a dormir el 26 de noviembre de 1793, y al día siguiente anota:

«Despachado el correo, salí a pasear por la corrada de Camposagrado, que es espaciosa y bella; por la derecha corre el riachuelo de San Juan, que baja por la derecha del camino de la collada de La Rebollada y cae al río. A la izquierda (caminando a Oviedo) se ven dos grandes cañadas: una la de Pajío y otra la de Valdecuna; por ambas bajan arroyos, y el último es muy
caudal».

El citado don Francisco, último marqués de la línea directa, ordenó una remodelación del palacio en 1804 y murió sin descendencia en 1837. Después de sus días —y tras un pleito— el título pasó a una línea menor del mismo linaje, en cabeza de José María Bernaldo de Quirós y Llanes. Había tenido lugar entre tanto la Desvinculación, por lo que el nuevo marqués ya no heredó muchos de los bienes vinculares de los Campo Sagrado. Pero sí recibió, en pago de la parte reservativa, el palacio de Mieres.

### Estancias de Isabel II
La reina Isabel II se alojó por primera vez en este palacio durante su viaje por Asturias de 1858. Tuvo entonces por anfitrión al citado José María Bernaldo de Quirós y Llanes, VII marqués de Campo Sagrado. 
En 1860 y 1861, dicho marqués casó a su primogénito y a una de sus hijas con sendos hermanos uterinos de la soberana, hijos de la Reina Gobernadora y del duque de Riánsares. A raíz de este doble enlace, que marcó el máximo encumbramiento de los Campo Sagrado, se hicieron frecuentes las estancias de Isabel II en el palacio de Mieres, y lo visitaron otros miembros de la familia real. 

### Cuartel y hogar infantil
El palacio permaneció en manos de la familia hasta 1927, cuando el Ayuntamiento de Mieres —siendo alcalde José Sela y Sela— le compró la finca a Jesús Bernaldo de Quirós y Muñoz, I marqués de Quirós y IX de Campo Sagrado.
Ese mismo año, tras la infausta demolición de la iglesia románica de San Juan, el Palacio de Campo Sagrado quedó como el edificio más antiguo que conservaba la villa de Mieres.
Bajo la República, el palacio se convirtió en cuartel de guardias de Asalto. Durante la Revolución de Asturias de 1934 sirvió para acoger a las tropas que envió el Gobierno para sofocarla, y sufrió graves daños. En 1935 se hizo un presupuesto para restaurarlo, aprobándose la partida al año siguiente. Pero las obras no se llegaron a ejecutar por el estallido de la Guerra Civil, durante la cual el palacio volvió a tener un uso militar. 
Al terminar esta en Asturias, y durante varios meses, ocuparon el palacio los tabores de Regulares encargados de la represión del Maquis que actuaba en la zona. Y en el mismo año 1939, el consistorio mierense lo donó al Auxilio Social para destinarlo a hogar infantil. Con vistas al nuevo uso, el 22 de enero de 1943 se aprobó una intervención del arquitecto municipal, y conforme a ella se llevó a cabo una completa reconstrucción del edificio, al que se añadió la tercera planta. Sólo se conservaron los paramentos del patio y la fachada principal. Desgraciadamente, también se destruyeron los restos de la torre medieval, que fue sustituida por otra de igual volumen fabricada de hormigón y rematada con almenas. Y para dar acceso a nuevas dependencias al sur del palacio, se construyó una galería porticada en forma de L sobre arcos de medio punto. En 1950, el patio fue cubierto con vidrio.

### Instituto de Secundaria
Tras el declive y cierre del Hogar Infantil, el Ayuntamiento recompró la finca al Auxilio Social el 6 de julio de 1960. Y para destinarla a Instituto de Segunda Enseñanza, la cedió en usufructo al Ministerio de Educación Nacional el 12 de agosto siguiente. Después de algunas obras menores, se inauguró el Instituto el 24 de octubre de 1960. El 9 de mayo de 1967, el Ayuntamiento en pleno acordó ceder la propiedad del inmueble al Ministerio de Educación.
A comienzos de 2006 se inició la demolición de los anexos levantados a partir de 1943, la construcción de un nuevo edificio de aulas y la restauración completa del edificio noble, que recuperó las trazas de palacio barroco. Estas obras se terminaron en 2008. 